# Паразити наречених
Паразити наречених (англ. The Newlyweds' Pests) — американська короткометражна кінокомедія режисера Гаса Майнса 1929 року.

## У ролях
- Джек Іган
- Дереліс Пердью
- Санні Джим МакКін
- Моллі Мелоун — наречена
- Гаррі Мартелл — продавець
- Роджер Мур — наречений
- Арт Роулендс — продавець